# Heterogamus tatianae
Heterogamus tatianae är en stekelart som beskrevs av Telenga 1941. Heterogamus tatianae ingår i släktet Heterogamus och familjen bracksteklar. Inga underarter finns listade i Catalogue of Life.